# Claysse
Die Claysse ist ein Fluss in Frankreich, der in den Regionen Auvergne-Rhône-Alpes und Okzitanien verläuft. Sie entspringt im Gemeindegebiet von Saint-Paul-le-Jeune, entwässert generell in südöstlicher Richtung und mündet nach rund 17 Kilometern an der Gemeindegrenze von Rochegude und Saint-Jean-de-Maruéjols-et-Avéjan als linker Nebenfluss in die Cèze. Auf ihrem Weg durchquert die Claysse die Départements Gard und Ardèche.

## Hydrologie
Südlich von Saint-Paul-le-Jeune versickert der Fluss im karstigen Untergrund und erscheint nach etwa zwei Kilometern im Gemeindegebiet von Saint-André-de-Cruzières wieder an der Erdoberfläche.

## Orte am Fluss
- Saint-Paul-le-Jeune
- Saint-André-de-Cruzières
- Saint-Sauveur-de-Cruzières